# 纒 (曲)
「纏」（まとい)は、日本のJ-POPユニット、ET-KINGの自主制作 インディーズ盤のシングルである。発売元はインディーズ。

## 解説
大阪大国町纏屋と記された法被を身にまとい、ライヴで繰り広げられる泣き笑いのドラマ。その中でインディーズ時代から勢いよく歌われてきたET-KINGのテーマソングともいえる曲。リーダーのイトキンから始まり法被番号順に歌っていくメンバー紹介を兼ねた曲で
、ライブの始めに歌われる事が多い。

## 収録曲
1. Introduction-タバスコ-
2. 纏
作詞・作曲：ET-KING
3. なにわ
4. NO PAIN

CD EXTRA収録 ドーナッツ ライブ映像　全4曲+映像 
メジャーレーベルからリリースされた楽曲では無く歌詞、歌い方も違う。

## 収録CD・DVD
- LOVE ＆ SOUL
- ET-KING BEST
- 宴会歌集
- LIVE TOUR 2008 どてっぱらにどっかん! [DVD]
- ET-KING LIVE TOUR 2009～老若男女灼熱謝恩ダンスホール～ [DVD]
- ワンマンライブ「歌えや大阪! 踊れや日本!」 [DVD]
- ET-KING結成15周年記念全国ツアー ～おまえとおったらおもろいわ!～[DVD]